# Edelsteinfassung
Als Edelsteinfassung bezeichnet man in der Goldschmiedekunst die vorgenommene handwerksmäßige Materialbearbeitung zur Herstellung einer festen Verbindung zwischen dem tragenden Metall (Ring, Kette, Öse, Nadel, Schnalle, Brosche) und dem Schmuckstein oder Kamee zu einem Schmuckstück.
Der Vorgang des Befestigens wird als Fassen (mit der Bedeutung festhalten) bezeichnet. Dabei wird die Fassung durch das Treiben des Metalls über den Stein hergestellt. Mit einem Hammer wird auf den Fasserpunzen geschlagen, und der Punzen verformt das Metall.
Das Fassen von Edelsteinen erfolgt durch einen Edelsteinfasser, häufig werden einfachere Fassarbeiten auch von Goldschmieden ausgeführt.

## Ausführungsformen (Auswahl)

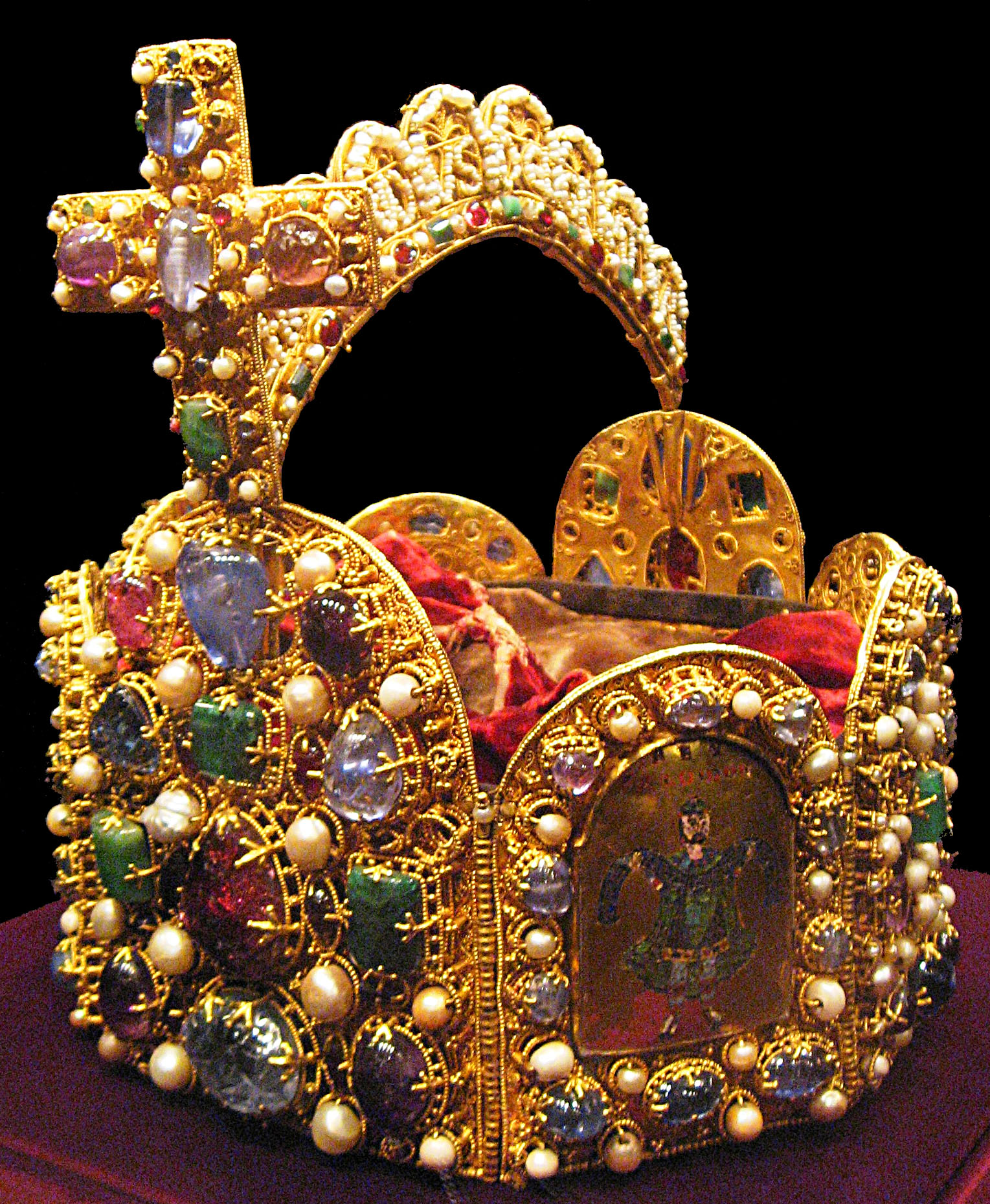
Reichskrone: Steinfassung mit Filigrandraht

KesselfassungDer Stein ist von der Unterseite her nicht sichtbar. Die Fassung gleicht einem Kessel.
Krappenfassung oder ChatonfassungFassung, bei welcher der Stein (vor allem Brillanten) durch wenige Krappen gehalten wird, die oben über den Stein gebogen werden. Diese Krappen sind mit dünnen, oben umgebogenen Krallen vergleichbar und aus dem Fassungsmaterial herausgearbeitet oder angelötet. Diese Form der Fassung lässt viel Licht an den Stein. Sie wird beim Solitär-Ring genutzt.
InkrustierungDie Steine werden in Vertiefungen des Metalls eingesetzt. Befestigt werden die Steine durch kleine Kügelchen, die sogenannten Körner.
A-jour-FassungEine durch Öffnungen unterbrochene, den lichtdurchlässigen Edelstein umschließende/einfassende Verarbeitung. Licht kann damit von allen Seiten in den transparenten Stein einfallen, so dass das Juwel durch Lichtbrechungen und Reflexionen voll zur Geltung kommt.
Zargenfassung (geschlossene Fassung)Eine frühe Fassungsart, bei welcher der Stein meist an seinem größten Umfang durch einen Blechstreifen umfasst und dadurch festgehalten wird.